# FC Bayern München in het seizoen 2009/10
FC Bayern München trok in de zomer van 2009 een nieuwe trainer aan. Succescoach Louis van Gaal werd in Nederland kampioen met AZ en ruilde de club nadien in voor FC Bayern. Van Gaal maakte al snel indruk door zijn kennis van de Duitse taal, maar de eerste resultaten vielen tegen. De coach maakte enkele opmerkelijke keuzes. Zo raakte Luca Toni al snel uit de gratie en mocht goaltjesdief Miroslav Klose vaker dan hem lief was op de bank plaatsnemen. Het bestuur bleef ondanks alles achter de coach staan en met succes, zo bleek. Bayern legde steeds vaker mooi voetbal op de mat en won regelmatig met hoge cijfers. In de competitie werden FC Schalke 04 en Werder Bremen de grootste concurrenten. In de heenronde speelde Bayern tegen beide ploegen steeds gelijk.
In de terugronde trok Bayern München aan het langste eind. Op het veld van Bremen ging Bayern met 2-3 winnen. Arjen Robben, die een seizoen eerder nog voor Real Madrid had gevoetbald, scoorde als zo vaak het winnende doelpunt. De uitzege was een sportieve klap voor Werder Bremen. Schalke 04 werd hierdoor de grootste belager. Maar ook nu ging Bayern winnen op het veld van de rechtstreekse concurrent. Het was een geladen wedstrijd waarin Bayern in enkele minuten tijd 0-2 voorkwam dankzij goals van Franck Ribéry en seizoensrevelatie Thomas Müller. Hamit Altıntop kreeg nog een rode kaart, maar ook met een man minder bleef de ploeg van Louis van Gaal overeind.
Bayern won op de voorlaatste speeldag met 3-1 van VfL Bochum, terwijl Schalke 04 verloor van Werder Bremen. Hierdoor nam Bayern een voorsprong van drie punten en was het bijna mathematisch zeker van de landstitel. Het doelpuntensaldo van Bayern was zo hoog, dat Schalke 04 geen schijn van kans meer had. Op de laatste speeldag maakte Bayern het af. De club ging winnen op het veld van hekkensluiter Hertha BSC en veroverde zo de 22ste landstitel.
Op 15 mei veroverde de recordbekerwinnaar voor de vijftiende keer de DFB-Pokal. Op 22 mei speelde Bayern nog de finale van de UEFA Champions League. Het was voor velen een verrassing dat Bayern zo ver was gekomen op het kampioenenbal, want de Duitsers waren voor aanvang van het toernooi zeker geen favoriet. De Duitsers moesten het opnemen tegen Internazionale en verloren met 0-2. Daardoor pakte Inter en dus niet Bayern de treble (kampioen, beker en Champions League).

## Spelerskern
| Nr.           | Naam                   | Nationaliteit | Geboortedatum | Vorige club              |
| ------------- | ---------------------- | ------------- | ------------- | ------------------------ |
| Keepers       |                        |               |               |                          |
| 1             | Michael Rensing        | Duitsland     | 14-05-1984    | /                        |
| 22            | Hans-Jörg Butt         | Duitsland     | 28-05-1974    | Benfica                  |
| 35            | Thomas Kraft           | Duitsland     | 22-07-1988    | /                        |
| Verdedigers   |                        |               |               |                          |
| 4             | Edson Braafheid        | Nederland     | 08-04-1983    | FC Twente                |
| 5             | Daniel Van Buyten      | België        | 07-02-1978    | Hamburger SV             |
| 6             | Martín Demichelis      | Argentinië    | 20-12-1980    | River Plate              |
| 13            | Andreas Görlitz        | Duitsland     | 31-01-1982    | Karlsruher SC            |
| 15            | Breno                  | Brazilië      | 13-10-1989    | São Paulo FC             |
| 21            | Philipp Lahm           | Duitsland     | 11-11-1983    | VfB Stuttgart            |
| 26            | Diego Contento         | Duitsland     | 01-05-1990    | /                        |
| 28            | Holger Badstuber       | Duitsland     | 13-03-1989    | /                        |
| 30            | Christian Lell         | Duitsland     | 29-08-1984    | 1. FC Köln               |
| Middenvelders |                        |               |               |                          |
| 7             | Franck Ribéry          | Frankrijk     | 07-04-1983    | Olympique Marseille      |
| 8             | Hamit Altintop         | Turkije       | 08-12-1982    | FC Schalke 04            |
| 16            | Andreas Ottl           | Duitsland     | 01-03-1985    | /                        |
| 17            | Mark van Bommel        | Nederland     | 22-04-1977    | FC Barcelona             |
| 19            | Alexander Baumjohann   | Duitsland     | 23-01-1987    | Borussia Mönchengladbach |
| 20            | José Sosa              | Argentinië    | 19-06-1985    | Estudiantes              |
| 23            | Danijel Pranjić        | Kroatië       | 02-12-1981    | sc Heerenveen            |
| 27            | David Alaba            | Oostenrijk    | 24-06-1992    | /                        |
| 31            | Bastian Schweinsteiger | Duitsland     | 01-08-1984    | /                        |
| 32            | Mehmet Ekici           | Turkije       | 25-03-1990    | /                        |
| 44            | Anatoli Tymosjtsjoek   | Oekraïne      | 30-03-1979    | Zenit Sint-Petersburg    |
| Aanvallers    |                        |               |               |                          |
| 9             | Luca Toni              | Italië        | 26-05-1977    | Fiorentina               |
| 10            | Arjen Robben           | Nederland     | 23-01-1984    | Real Madrid              |
| 11            | Ivica Olić             | Kroatië       | 14-09-1979    | Hamburger SV             |
| 18            | Miroslav Klose         | Duitsland     | 09-06-1978    | Werder Bremen            |
| 25            | Thomas Müller          | Duitsland     | 13-09-1989    | /                        |
| 33            | Mario Gómez            | Duitsland     | 10-07-1985    | VfB Stuttgart            |

- = Aanvoerder
- Daniel Sikorski belandde in 2009 in het tweede elftal.

## Technische staf
|                 |                               |               |
| Functie         | Naam                          | Nationaliteit |
| Coach           | Louis van Gaal (foto)         | Nederland     |
| Assistent-coach | Andries Jonker                | Nederland     |
| Assistent-coach | Hermann Gerland               | Duitsland     |
| Keeperstrainer  | Walter Junghans               | Duitsland     |
| Teamarts        | Hans-Wilhelm Müller-Wohlfahrt | Duitsland     |

## Resultaten
| Bundesliga | DFB-Pokal | Champions League    |
| ---------- | --------- | ------------------- |
|            |           |                     |
| Kampioen   | Winnaar   | Verliezend finalist |

## Uitrustingen
Shirtsponsor(s): Deutsche Telekom

Sportmerk: adidas
| Thuis | Uit | Alternatief | Finales |

## Transfers

### Zomer
| Naam                 | Nationaliteit | Van/naar                 | Type                 |
| -------------------- | ------------- | ------------------------ | -------------------- |
| Inkomend             |               |                          |                      |
| Holger Badstuber     | Duitsland     | FC Bayern München        | Jeugd                |
| Alexander Baumjohann | Duitsland     | Borussia Mönchengladbach | Gekocht              |
| Edson Braafheid      | Nederland     | FC Twente                | Gekocht              |
| Mario Gómez          | Duitsland     | VfB Stuttgart            | Gekocht              |
| Andreas Görlitz      | Duitsland     | Karlsruher SC            | Terug van uitgeleend |
| Thomas Müller        | Duitsland     | FC Bayern München        | Jeugd                |
| Ivica Olić           | Kroatië       | Hamburger SV             | Gekocht              |
| Danijel Pranjić      | Kroatië       | sc Heerenveen            | Gekocht              |
| Arjen Robben         | Nederland     | Real Madrid              | Gekocht              |
| Anatoli Tymosjtsjoek | Oekraïne      | Zenit Sint-Petersburg    | Gekocht              |
| Andreas Görlitz      | Duitsland     | Karlsruher SC            | Gekocht              |
| Uitgaand             |               |                          |                      |
| Willy Sagnol         | Frankrijk     |                          | Einde carrière       |
| Tim Borowski         | Duitsland     | Werder Bremen            | Verkocht             |
| Mats Hummels         | Duitsland     | Borussia Dortmund        | Verkocht             |
| Toni Kroos           | Duitsland     | Bayer Leverkusen         | Uitgeleend           |
| Stephan Fürstner     | Duitsland     | SpVgg Greuther Fürth     | Verkocht             |
| Lúcio                | Brazilië      | Internazionale           | Verkocht             |
| Massimo Oddo         | Italië        | AC Milan                 | Terug van uitgeleend |
| Lukas Podolski       | Duitsland     | 1.FC Köln                | Verkocht             |
| Zé Roberto           | Brazilië      | Hamburger SV             | Verkocht             |

### Winter
| Naam                  | Nationaliteit | Van/naar                | Type       |
| --------------------- | ------------- | ----------------------- | ---------- |
| Inkomend              |               |                         |            |
| David Alaba           | Oostenrijk    | FC Bayern München       | Jeugd      |
| Diego Contento        | Duitsland     | FC Bayern München       | Jeugd      |
| Mehmet Ekici          | Turkije       | FC Bayern München       | Jeugd      |
| Uitgaand              |               |                         |            |
| Alexander Baumjohann  | Duitsland     | FC Schalke 04           | Verkocht   |
| Edson Braafheid       | Nederland     | Celtic FC               | Uitgeleend |
| Breno                 | Brazilië      | 1.FC Nürnberg           | Uitgeleend |
| Andreas Ottl          | Duitsland     | 1.FC Nürnberg           | Uitgeleend |
| José Ernesto Sosa (*) | Argentinië    | Estudiantes de La Plata | Uitgeleend |
| Luca Toni             | Italië        | AS Roma                 | Uitgeleend |

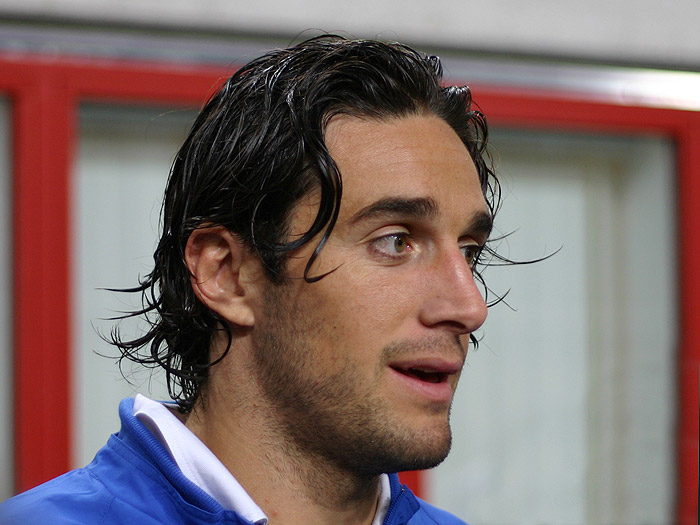
Aanvaller Luca Toni kreeg amper speelkansen van Louis van Gaal en ruilde tijdens de winterstop Bayern München in voor AS Roma.

(*) Werd al vanaf de herfst van 2009 uitgeleend aan Estudiantes de La Plata.

## Bundesliga

### Wedstrijden
| Bundesliga                                               |                                                                          |                             |                                                               | |                                                            |
| Wedstrijddetails                                         | Thuisploeg                                                               | Uitslag                     | Uitploeg                                                      | Opstelling | Kaarten                                                    |
| Heenronde                                                |                                                                          |                             |                                                               | |                                                            |
| 8 augustus 2009 18:30u Rhein-Neckar-Arena Sinsheim       | 1899 Hoffenheim                                                          | 1-1                         | Bayern München                                                | Rensing Lahm, Van Buyten, Altintop, Badstuber Baumjohann (73' Müller), Schweinsteiger (84' Braafheid), Van Bommel (80' Tymosjtsjoek), Pranjić Gómez, Olić | 76' Van Bommel 90' Müller                                  |
| 8 augustus 2009 18:30u Rhein-Neckar-Arena Sinsheim       | 41' Obasi                                                                | 0-1 1-1                     | 25' Olić                                                      | Rensing Lahm, Van Buyten, Altintop, Badstuber Baumjohann (73' Müller), Schweinsteiger (84' Braafheid), Van Bommel (80' Tymosjtsjoek), Pranjić Gómez, Olić | 76' Van Bommel 90' Müller                                  |
| 15 augustus 2009 15:30u Allianz Arena München            | Bayern München                                                           | 1-1                         | Werder Bremen                                                 | Rensing Lahm, Van Buyten, Altintop (78' Müller), Badstuber Sosa (62' Ribéry), Schweinsteiger, Tymosjtsjoek, Pranjić Gómez, Klose (46' Olić)               | 38' Schweinsteiger                                         |
| 15 augustus 2009 15:30u Allianz Arena München            | 72' Gómez                                                                | 0-1 1-1                     | 39' Özil                                                      | Rensing Lahm, Van Buyten, Altintop (78' Müller), Badstuber Sosa (62' Ribéry), Schweinsteiger, Tymosjtsjoek, Pranjić Gómez, Klose (46' Olić)               | 38' Schweinsteiger                                         |
| 22 augustus 2009 15:30 Stadion am Bruchweg Mainz         | 1. FSV Mainz 05                                                          | 2-1                         | Bayern München                                                | Rensing Lahm, Van Buyten, Braafheid, Badstuber Altintop (33' Müller), Schweinsteiger, Tymosjtsjoek, Pranjić (38' Olić) Gómez, Klose (72' Sosa)            |                                                            |
| 22 augustus 2009 15:30 Stadion am Bruchweg Mainz         | 25' Ivanschitz 38' Bancé 47' Noveski (e.d.)                              | 1-0 2-0 2-1                 |                                                               | Rensing Lahm, Van Buyten, Braafheid, Badstuber Altintop (33' Müller), Schweinsteiger, Tymosjtsjoek, Pranjić (38' Olić) Gómez, Klose (72' Sosa)            |                                                            |
| 29 augustus 2009 18:30 Allianz Arena München             | Bayern München                                                           | 3-0                         | VfL Wolfsburg                                                 | Butt Lahm, Van Buyten, Altintop(46' Robben), Badstuber Müller, Schweinsteiger, Tymosjtsjoek, Pranjić (57' Braafheid) Gómez, Olić (63' Ribéry)             |                                                            |
| 29 augustus 2009 18:30 Allianz Arena München             | 27' Gómez 68' Robben 80' Robben                                          | 1-0 2-0 3-0                 |                                                               | Butt Lahm, Van Buyten, Altintop(46' Robben), Badstuber Müller, Schweinsteiger, Tymosjtsjoek, Pranjić (57' Braafheid) Gómez, Olić (63' Ribéry)             |                                                            |
| 12 september 2009 15:30u Signal Iduna Park Dortmund      | Borussia Dortmund                                                        | 1-5                         | Bayern München                                                | Butt Lahm, Van Buyten, Braafheid, Badstuber Altintop (46' Müller), Schweinsteiger, Tymosjtsjoek, Robben Gómez (46' Ribéry), Olić                          |                                                            |
| 12 september 2009 15:30u Signal Iduna Park Dortmund      | 10' Hummels                                                              | 1-0 1-1 1-2 1-3 1-4 1-5     | 36' Gómez 50' Schweinsteiger 65' Ribéry 78' Müller 88' Müller | Butt Lahm, Van Buyten, Braafheid, Badstuber Altintop (46' Müller), Schweinsteiger, Tymosjtsjoek, Robben Gómez (46' Ribéry), Olić                          |                                                            |
| 19 september 2009 15:30 Allianz Arena München            | Bayern München                                                           | 2-1                         | 1. FC Nürnberg                                                | Butt Lahm, Van Buyten, Badstuber, Pranjić (80' Braafheid) Müller, Schweinsteiger, Tymosjtsjoek, Robben Gómez (46' Ribéry), Olić (68' Klose)               |                                                            |
| 19 september 2009 15:30 Allianz Arena München            | 55' Olić 82' Van Buyten                                                  | 1-0 1-1 2-1                 | 73' Choupo-Moting                                             | Butt Lahm, Van Buyten, Badstuber, Pranjić (80' Braafheid) Müller, Schweinsteiger, Tymosjtsjoek, Robben Gómez (46' Ribéry), Olić (68' Klose)               |                                                            |
| 26 september 2009 18:30 HSH Nordbank Arena Hamburg       | Hamburger SV                                                             | 1-0                         | Bayern München                                                | Butt Lahm, Van Buyten, Breno, Badstuber Müller, Schweinsteiger (81' Klose), Tymosjtsjoek (63' Ottl), Ribéry Robben, Olić (66' Gómez)                      | 39' Ribéry 59' Tymosjtsjoek 78' Schweinsteiger             |
| 26 september 2009 18:30 HSH Nordbank Arena Hamburg       | 72' Petric                                                               | 1-0                         |                                                               | Butt Lahm, Van Buyten, Breno, Badstuber Müller, Schweinsteiger (81' Klose), Tymosjtsjoek (63' Ottl), Ribéry Robben, Olić (66' Gómez)                      | 39' Ribéry 59' Tymosjtsjoek 78' Schweinsteiger             |
| 3 oktober 2009 15:30 Allianz Arena München               | Bayern München                                                           | 0-0                         | 1. FC Köln                                                    | Butt Lahm, Van Buyten, Braafheid, Badstuber Müller, Ottl, Schweinsteiger, Sosa (46' Gómez), Ribéry (46' Pranjić) Klose (71' Olić)                         | 31' Braafheid                                              |
| 3 oktober 2009 15:30 Allianz Arena München               |                                                                          |                             |                                                               | Butt Lahm, Van Buyten, Braafheid, Badstuber Müller, Ottl, Schweinsteiger, Sosa (46' Gómez), Ribéry (46' Pranjić) Klose (71' Olić)                         | 31' Braafheid                                              |
| 17 oktober 2009 15:30 Badenova-Stadion Freiburg          | SC Freiburg                                                              | 1-2                         | Bayern München                                                | Butt Lahm, Van Buyten, Braafheid, Badstuber Müller (88' Altintop), Schweinsteiger, Van Bommel (71' Ottl), Tymosjtsjoek Toni (71' Gómez), Klose            |                                                            |
| 17 oktober 2009 15:30 Badenova-Stadion Freiburg          | 68' Cha (e.d.) 90' Reisinger                                             | 0-1 0-2 1-2                 | 42' Müller                                                    | Butt Lahm, Van Buyten, Braafheid, Badstuber Müller (88' Altintop), Schweinsteiger, Van Bommel (71' Ottl), Tymosjtsjoek Toni (71' Gómez), Klose            |                                                            |
| 24 oktober 2009 15:30 Allianz Arena München              | Bayern München                                                           | 2-1                         | Eintracht Frankfurt                                           | Butt Lahm, Van Buyten, Badstuber Müller, Schweinsteiger, Van Bommel, Tymosjtsjoek (62' Gómez), Pranjić Toni (86' Demichelis), Klose (59' Robben)          |                                                            |
| 24 oktober 2009 15:30 Allianz Arena München              | 70' Robben 88' Van Buyten                                                | 0-1 1-1 2-1                 | 60' Meier                                                     | Butt Lahm, Van Buyten, Badstuber Müller, Schweinsteiger, Van Bommel, Tymosjtsjoek (62' Gómez), Pranjić Toni (86' Demichelis), Klose (59' Robben)          |                                                            |
| 31 oktober 2009 15:30 Mercedes-Benz Arena Stuttgart      | VfB Stuttgart                                                            | 0-0                         | Bayern München                                                | Butt Lahm, Van Buyten (82' Demichelis), Braafheid (90' Altintop), Badstuber Müller, Schweinsteiger, Van Bommel, Tymosjtsjoek Gómez, Klose (67' Toni)      | 18' Van Bommel 76' Toni                                    |
| 31 oktober 2009 15:30 Mercedes-Benz Arena Stuttgart      |                                                                          |                             |                                                               | Butt Lahm, Van Buyten (82' Demichelis), Braafheid (90' Altintop), Badstuber Müller, Schweinsteiger, Van Bommel, Tymosjtsjoek Gómez, Klose (67' Toni)      | 18' Van Bommel 76' Toni                                    |
| 7 november 2009 15:30 Allianz Arena München              | Bayern München                                                           | 1-1                         | FC Schalke 04                                                 | Butt Lahm, Van Buyten, Demichelis, Badstuber (64' Altintop) Müller, Schweinsteiger, Van Bommel, Tymosjtsjoek Toni (46' Robben), Klose (75' Gómez)         | 57' Robben 63' Schweinsteiger                              |
| 7 november 2009 15:30 Allianz Arena München              | 30' Van Buyten                                                           | 1-0 1-1                     | 43' Matip                                                     | Butt Lahm, Van Buyten, Demichelis, Badstuber (64' Altintop) Müller, Schweinsteiger, Van Bommel, Tymosjtsjoek Toni (46' Robben), Klose (75' Gómez)         | 57' Robben 63' Schweinsteiger                              |
| 22 november 2009 15:30 Allianz Arena München             | Bayern München                                                           | 1-1                         | Bayer Leverkusen                                              | Butt Lahm, Van Buyten, Demichelis, Badstuber Müller (69' Olić), Schweinsteiger, Van Bommel, Tymosjtsjoek Gómez, Klose (77' Baumjohann)                    | 87' Van Bommel                                             |
| 22 november 2009 15:30 Allianz Arena München             | 9' Gómez                                                                 | 1-0 1-1                     | 14' Kießling                                                  | Butt Lahm, Van Buyten, Demichelis, Badstuber Müller (69' Olić), Schweinsteiger, Van Bommel, Tymosjtsjoek Gómez, Klose (77' Baumjohann)                    | 87' Van Bommel                                             |
| 29 november 2009 17:30 AWD-Arena Hannover                | Hannover 96                                                              | 0-3                         | Bayern München                                                | Butt Lahm, Van Buyten, Demichelis, Badstuber Müller, Schweinsteiger, Van Bommel, Pranjić (76' Ottl) Gómez, Olić (84' Baumjohann)                          |                                                            |
| 29 november 2009 17:30 AWD-Arena Hannover                |                                                                          | 0-1 0-2 0-3                 | 19' Müller 47' Olić 90' Gómez                                 | Butt Lahm, Van Buyten, Demichelis, Badstuber Müller, Schweinsteiger, Van Bommel, Pranjić (76' Ottl) Gómez, Olić (84' Baumjohann)                          |                                                            |
| 4 december 2009 20:30 Allianz Arena München              | Bayern München                                                           | 2-1                         | Borussia Mönchengladbach                                      | Butt Lahm, Van Buyten (72' Breno), Demichelis, Badstuber Müller, Schweinsteiger, Van Bommel, Pranjić (79' Tymosjtsjoek) Gómez, Olić (59' Robben)          | 81' Van Bommel 82' Tymosjtsjoek 88' Gómez                  |
| 4 december 2009 20:30 Allianz Arena München              | 19' Gómez 75' Badstuber                                                  | 1-0 1-1 2-1                 | 28' Brouwers                                                  | Butt Lahm, Van Buyten (72' Breno), Demichelis, Badstuber Müller, Schweinsteiger, Van Bommel, Pranjić (79' Tymosjtsjoek) Gómez, Olić (59' Robben)          | 81' Van Bommel 82' Tymosjtsjoek 88' Gómez                  |
| 12 december 2009 15:30 rewirpowerSTADION Bochum          | VfL Bochum                                                               | 1-5                         | Bayern München                                                | Butt Lahm, Van Buyten (64' Breno), Demichelis, Badstuber Müller (85' Tymosjtsjoek), Schweinsteiger (57' Robben), Van Bommel, Pranjić Gómez, Olić          | 66' Goreux 90+2' Mangala                                   |
| 12 december 2009 15:30 rewirpowerSTADION Bochum          | 23' Gómez 43' Olić 50' Olić 56' Pranjić                                  | 0-1 0-2 0-3 0-4 0-5 1-5     | 33' Mavraj (e.d.) 76' Fuchs                                   | Butt Lahm, Van Buyten (64' Breno), Demichelis, Badstuber Müller (85' Tymosjtsjoek), Schweinsteiger (57' Robben), Van Bommel, Pranjić Gómez, Olić          | 66' Goreux 90+2' Mangala                                   |
| 19 december 2009 15:30 Allianz Arena München             | Bayern München                                                           | 5-2                         | Hertha BSC                                                    | Butt Lahm, Van Buyten, Demichelis, Badstuber (72' Braafheid) Robben, Müller (63' Altintop), Schweinsteiger, Pranjić Gómez, Olić (79' Klose)               |                                                            |
| 19 december 2009 15:30 Allianz Arena München             | 16' Van Buyten 31' Gómez 32' Robben 60' Müller 77' Olić                  | 1-0 2-0 3-0 4-0 4-1 5-1 5-2 | 71' Ramos 90' Raffael                                         | Butt Lahm, Van Buyten, Demichelis, Badstuber (72' Braafheid) Robben, Müller (63' Altintop), Schweinsteiger, Pranjić Gómez, Olić (79' Klose)               |                                                            |
| Terugronde                                               |                                                                          |                             |                                                               | |                                                            |
| 15 januari 2010 20:30 Allianz Arena München              | Bayern München                                                           | 2-0                         | 1899 Hoffenheim                                               | Butt Lahm, Van Buyten, Demichelis, Badstuber Robben, Müller (76' Pranjić), Van Bommel (89' Tymosjtsjoek), Schweinsteiger Gómez, Olić (63' Klose)          |                                                            |
| 15 januari 2010 20:30 Allianz Arena München              | 35' Demichelis 86' Klose                                                 | 1-0 2-0                     |                                                               | Butt Lahm, Van Buyten, Demichelis, Badstuber Robben, Müller (76' Pranjić), Van Bommel (89' Tymosjtsjoek), Schweinsteiger Gómez, Olić (63' Klose)          |                                                            |
| 23 januari 2010 15:30u Weserstadion Bremen               | Werder Bremen                                                            | 2-3                         | Bayern München                                                | Butt (46' Rensing) Lahm, Van Buyten, Demichelis, Badstuber Robben (80' Klose), Müller, Van Bommel, Schweinsteiger Gómez, Olić (68' Ribéry)                | 40' Van Bommel 84' Demichelis                              |
| 23 januari 2010 15:30u Weserstadion Bremen               | 10' Hunt 75' Almeida                                                     | 1-0 1-1 1-2 2-2 2-3         | 25' Müller 35' Olić 78' Robben                                | Butt (46' Rensing) Lahm, Van Buyten, Demichelis, Badstuber Robben (80' Klose), Müller, Van Bommel, Schweinsteiger Gómez, Olić (68' Ribéry)                | 40' Van Bommel 84' Demichelis                              |
| 30 januari 2010 15:30 Allianz Arena München              | Bayern München                                                           | 3-0                         | 1. FSV Mainz 05                                               | Butt Lahm, Van Buyten, Demichelis, Badstuber Robben, Müller, Van Bommel, Schweinsteiger Gómez (76' Klose), Olić (58' Ribéry)                              | 79' Demichelis                                             |
| 30 januari 2010 15:30 Allianz Arena München              | 58' Van Buyten 75' Gómez 86' Robben                                      | 1-0 2-0 3-0                 |                                                               | Butt Lahm, Van Buyten, Demichelis, Badstuber Robben, Müller, Van Bommel, Schweinsteiger Gómez (76' Klose), Olić (58' Ribéry)                              | 79' Demichelis                                             |
| 6 februari 2010 15:30 Volkswagen-Arena Wolfsburg         | VfL Wolfsburg                                                            | 1-3                         | Bayern München                                                | Butt Lahm, Van Buyten, Demichelis, Badstuber Robben (81' Klose), Müller, Van Bommel, Schweinsteiger Gómez, Olić (46' Ribéry)                              | 10' Olić 54' Demichelis                                    |
| 6 februari 2010 15:30 Volkswagen-Arena Wolfsburg         | 2' Robben 26' Van Buyten 57' Ribéry                                      | 0-1 0-2 0-3 1-3             | 90' Grafite                                                   | Butt Lahm, Van Buyten, Demichelis, Badstuber Robben (81' Klose), Müller, Van Bommel, Schweinsteiger Gómez, Olić (46' Ribéry)                              | 10' Olić 54' Demichelis                                    |
| 13 februari 2010 18:30 Allianz Arena München             | Bayern München                                                           | 3-1                         | Borussia Dortmund                                             | Butt Lahm, Van Buyten, Demichelis, Badstuber Robben (82' Altintop), Van Bommel, Schweinsteiger, Ribéry (72' Olić) Müller, Gómez                           |                                                            |
| 13 februari 2010 18:30 Allianz Arena München             | 22' Van Bommel 50' Robben 65' Gómez                                      | 0-1 1-1 2-1 3-1             | 6' Zidan                                                      | Butt Lahm, Van Buyten, Demichelis, Badstuber Robben (82' Altintop), Van Bommel, Schweinsteiger, Ribéry (72' Olić) Müller, Gómez                           |                                                            |
| 20 februari 2010 15:30 easyCredit-Stadion Neurenberg     | 1. FC Nürnberg                                                           | 1-1                         | Bayern München                                                | Butt Lahm, Demichelis, Badstuber, Contento Robben (46' Altintop), Müller, Van Bommel, Schweinsteiger Gómez, Olić (70' Klose)                              | 89' Altintop                                               |
| 20 februari 2010 15:30 easyCredit-Stadion Neurenberg     | 54' Gündogan                                                             | 0-1 1-1                     | 38' Müller                                                    | Butt Lahm, Demichelis, Badstuber, Contento Robben (46' Altintop), Müller, Van Bommel, Schweinsteiger Gómez, Olić (70' Klose)                              | 89' Altintop                                               |
| 28 februari 2010 17:30 Allianz Arena München             | Bayern München                                                           | 1-0                         | Hamburger SV                                                  | Butt Lahm, Demichelis, Badstuber, Contento Robben (89' Tymosjtsjoek), Van Bommel, Schweinsteiger, Ribéry Müller (79' Olić), Gómez (65' Klose)             | 31' Van Bommel 87' Schweinsteiger                          |
| 28 februari 2010 17:30 Allianz Arena München             | 78' Ribéry                                                               | 1-0                         |                                                               | Butt Lahm, Demichelis, Badstuber, Contento Robben (89' Tymosjtsjoek), Van Bommel, Schweinsteiger, Ribéry Müller (79' Olić), Gómez (65' Klose)             | 31' Van Bommel 87' Schweinsteiger                          |
| 6 maart 2010 15:30 RheinEnergieStadion Keulen            | 1. FC Köln                                                               | 1-1                         | Standard Luik                                                 | Butt Lahm, Van Buyten, Badstuber, Contento (73' Alaba) Altintop (56' Ribéry), Müller, Van Bommel, Schweinsteiger Gómez, Olić (56' Klose)                  | 72' Van Buyten 90' Schweinsteiger                          |
| 6 maart 2010 15:30 RheinEnergieStadion Keulen            | 31' Podolski                                                             | 1-0 1-1                     | 58' Schweinsteiger                                            | Butt Lahm, Van Buyten, Badstuber, Contento (73' Alaba) Altintop (56' Ribéry), Müller, Van Bommel, Schweinsteiger Gómez, Olić (56' Klose)                  | 72' Van Buyten 90' Schweinsteiger                          |
| 13 maart 2010 18:30 Allianz Arena München                | Bayern München                                                           | 2-1                         | SC Freiburg                                                   | Butt Lahm, Van Buyten, Badstuber Robben, Müller, Van Bommel, Alaba, Pranjić (70' Tymosjtsjoek) Olić, Klose                                                | 11' Pranjić 20' Müller 68' Lahm                            |
| 13 maart 2010 18:30 Allianz Arena München                | 75' Robben 83' Robben                                                    | 0-1 1-1 2-1                 | 31' Makiadi                                                   | Butt Lahm, Van Buyten, Badstuber Robben, Müller, Van Bommel, Alaba, Pranjić (70' Tymosjtsjoek) Olić, Klose                                                | 11' Pranjić 20' Müller 68' Lahm                            |
| 20 maart 2010 15:30u Commerzbank-Arena Frankfurt am Main | Eintracht Frankfurt                                                      | 2-1                         | Bayern München                                                | Butt Lahm, Van Buyten (80' Altintop), Badstuber Müller, Van Bommel, Alaba, Schweinsteiger, Pranjić (65' Tymosjtsjoek) Robben, Klose                       | 56' Klose 59' Badstuber                                    |
| 20 maart 2010 15:30u Commerzbank-Arena Frankfurt am Main | 87' Tsoumou 89' Fenin                                                    | 0-1 1-1 2-1                 | 6' Klose                                                      | Butt Lahm, Van Buyten (80' Altintop), Badstuber Müller, Van Bommel, Alaba, Schweinsteiger, Pranjić (65' Tymosjtsjoek) Robben, Klose                       | 56' Klose 59' Badstuber                                    |
| 27 maart 2010 15:30 Allianz Arena München                | Bayern München                                                           | 1-2                         | VfB Stuttgart                                                 | Butt Lahm, Van Buyten, Badstuber, Contento Müller (82' Demichelis), Van Bommel, Schweinsteiger, Pranjić (46' Ribéry) Olić (46' Robben), Klose             | 74' Van Bommel                                             |
| 27 maart 2010 15:30 Allianz Arena München                | 32' Olić                                                                 | 1-0 1-1 1-2                 | 41' Träsch 50' Marica                                         | Butt Lahm, Van Buyten, Badstuber, Contento Müller (82' Demichelis), Van Bommel, Schweinsteiger, Pranjić (46' Ribéry) Olić (46' Robben), Klose             | 74' Van Bommel                                             |
| 3 april 2010 20:00 Veltins-Arena Gelsenkirchen           | FC Schalke 04                                                            | 1-2                         | Bayern München                                                | Butt Lahm, Van Buyten (22' Demichelis), Badstuber, Contento Altintop, Müller, Van Bommel, Schweinsteiger, Ribéry (68' Pranjić) Olić (70' Gómez)           | 41' Altintop 45' Demichelis 90' Butt                       |
| 3 april 2010 20:00 Veltins-Arena Gelsenkirchen           | 25' Ribéry 26' Müller                                                    | 0-1 0-2 1-2                 | 32' Kurányi                                                   | Butt Lahm, Van Buyten (22' Demichelis), Badstuber, Contento Altintop, Müller, Van Bommel, Schweinsteiger, Ribéry (68' Pranjić) Olić (70' Gómez)           | 41' Altintop 45' Demichelis 90' Butt                       |
| 10 april 2010 18:30 BayArena Leverkusen                  | Bayer Leverkusen                                                         | 1-1                         | Bayern München                                                | Butt Lahm, Van Buyten, Demichelis, Badstuber Robben, Van Bommel (83' Pranjić), Schweinsteiger, Ribéry Gómez (80' Klose), Olić (57' Müller)                | 31' Badstuber 76' Müller 79' Van Bommel 84' Schweinsteiger |
| 10 april 2010 18:30 BayArena Leverkusen                  | 59' Vidal                                                                | 0-1 1-1                     | 51' Robben                                                    | Butt Lahm, Van Buyten, Demichelis, Badstuber Robben, Van Bommel (83' Pranjić), Schweinsteiger, Ribéry Gómez (80' Klose), Olić (57' Müller)                | 31' Badstuber 76' Müller 79' Van Bommel 84' Schweinsteiger |
| 17 april 2010 18:30 Allianz Arena München                | Bayern München                                                           | 7-0                         | Hannover 96                                                   | Butt Lahm, Van Buyten, Demichelis, Contento Müller, Van Bommel, Schweinsteiger (81' Tymosjtsjoek), Ribéry (69' Pranjić) Robben, Olić (69' Gómez)          | 18' Van Bommel                                             |
| 17 april 2010 18:30 Allianz Arena München                | 21' Olić 30' Robben 44' Müller 49' Olić 50' Robben 62' Müller 90' Robben | 1-0 2-0 3-0 4-0 5-0 6-0 7-0 |                                                               | Butt Lahm, Van Buyten, Demichelis, Contento Müller, Van Bommel, Schweinsteiger (81' Tymosjtsjoek), Ribéry (69' Pranjić) Robben, Olić (69' Gómez)          | 18' Van Bommel                                             |
| 24 april 2010 15:30 Borussia-Park Mönchengladbach        | Borussia Mönchengladbach                                                 | 1-1                         | Bayern München                                                | Butt Lahm, Van Buyten (63' Tymosjtsjoek), Demichelis (46' Contento), Badstuber Ribéry, Müller (65' Klose), Schweinsteiger, Pranjić Robben, Olić           | 62' Van Buyten 69' Badstuber 89' Klose                     |
| 24 april 2010 15:30 Borussia-Park Mönchengladbach        | 60' Reus                                                                 | 1-0 1-1                     | 73' Klose                                                     | Butt Lahm, Van Buyten (63' Tymosjtsjoek), Demichelis (46' Contento), Badstuber Ribéry, Müller (65' Klose), Schweinsteiger, Pranjić Robben, Olić           | 62' Van Buyten 69' Badstuber 89' Klose                     |
| 1 mei 2010 15:30 Allianz Arena München                   | Bayern München                                                           | 3-1                         | VfL Bochum                                                    | Butt Lahm, Demichelis, Badstuber, Contento Müller (71' Klose), Van Bommel, Schweinsteiger (84' Tymosjtsjoek), Ribéry Robben, Olić (79' Gómez)             | 12' Demichelis 83' Van Bommel                              |
| 1 mei 2010 15:30 Allianz Arena München                   | 18' Müller 20' Müller 69' Müller                                         | 1-0 2-0 3-0 3-1             | 85' Fuchs                                                     | Butt Lahm, Demichelis, Badstuber, Contento Müller (71' Klose), Van Bommel, Schweinsteiger (84' Tymosjtsjoek), Ribéry Robben, Olić (79' Gómez)             | 12' Demichelis 83' Van Bommel                              |
| 8 mei 2010 15:30u Olympiastadion Berlijn                 | Hertha BSC                                                               | 1-3                         | Bayern München                                                | Butt Lahm, Van Buyten, Badstuber, Contento Robben, Van Bommel (46' Pranjić), Schweinsteiger, Ribéry (61' Altintop) Müller, Olić (79' Klose)               |                                                            |
| 8 mei 2010 15:30u Olympiastadion Berlijn                 | 60' Ramos                                                                | 0-1 1-1 1-2 1-3             | 20' Olić 75' Robben 88' Robben                                | Butt Lahm, Van Buyten, Badstuber, Contento Robben, Van Bommel (46' Pranjić), Schweinsteiger, Ribéry (61' Altintop) Müller, Olić (79' Klose)               |                                                            |

### Statistieken
Topschutter
Arjen Robben (16)
Meeste speelminuten
Philipp Lahm (3060)
Rode Kaarten
Hamit Altıntop (1)
Gele Kaarten
Mark van Bommel (11)

## DFB-Pokal
FC Bayern München schakelde in de DFB-Pokal in de eerste rondes makkelijk SpVgg Neckarelz en Rot-Weiß Oberhausen, twee nobele onbekenden, uit. In de 1/8 finale wachtte Eintracht Frankfurt, een taaiere klant, maar Bayern won overtuigend met 0-4 cijfers. Nadien werd tweedeklasser SpVgg Greuther Fürth zonder al te veel moeite aan de kant gezet, waardoor Bayern al snel in de halve finale stond.
Daarin wachtte FC Schalke 04, de grootste concurrent zowel in de DFB-Pokal als de Bundesliga. In een gesloten wedstrijd werd het uiteindelijk 0-0 na 90 minuten. In de verlengingen zorgde Arjen Robben voor de bevrijdende 0-1. Bayern stond in de finale en mocht het enkele dagen na het behalen van de landstitel opnemen tegen Werder Bremen. Op papier waren beide clubs aan elkaar gewaagd, maar Bayern nam al snel afstand van de tegenstander. Opnieuw Robben scoorde de 0-1 en in de tweede helft zorgden Ivica Olić, Franck Ribéry en Bastian Schweinsteiger voor de kers op de taart. Bayern won de dubbel overtuigend met 0-4.

### Wedstrijden
| DFB-Pokal                                         |                                                     |                                 |                                                   | |                                |
| Wedstrijddetails                                  | Thuisploeg                                          | Uitslag                         | Uitploeg                                          | Opstelling | Kaarten                        |
| Ronde 1                                           |                                                     |                                 |                                                   | |                                |
| 2 augustus 2009 17:30 Elzstadion Mosbach          | SpVgg Neckarelz (VI)                                | 1-3                             | Bayern München                                    | Rensing Lahm, Van Buyten, Demichelis Altintop, Müller (65' Baumjohann), Van Bommel, Schweinsteiger (72' Braafheid), Pranjić Gómez, Klose (78' Sosa)       |                                |
| 2 augustus 2009 17:30 Elzstadion Mosbach          | 51' Gómez 57' Gómez 82' Altintop                    | 0-1 0-2 1-2 1-3                 | 80' Throm                                         | Rensing Lahm, Van Buyten, Demichelis Altintop, Müller (65' Baumjohann), Van Bommel, Schweinsteiger (72' Braafheid), Pranjić Gómez, Klose (78' Sosa)       |                                |
| 1/16 finale                                       |                                                     |                                 |                                                   | |                                |
| 22 september 2009 19:00 Allianz Arena München     | Bayern München                                      | 5-0                             | Rot-Weiß Oberhausen (II)                          | Rensing Lahm (73' Görlitz), Van Buyten, Breno, Braafheid Altintop, Ottl, Sosa, Ribéry (69' Müller) Gómez (61' Toni), Klose                                |                                |
| 22 september 2009 19:00 Allianz Arena München     | 41' Gómez 67' Van Buyten 70' Müller 86' Van Buyten  | 1-0 2-0 3-0 4-0 5-0             | 32' Embers (e.d.)                                 | Rensing Lahm (73' Görlitz), Van Buyten, Breno, Braafheid Altintop, Ottl, Sosa, Ribéry (69' Müller) Gómez (61' Toni), Klose                                |                                |
| 1/8 finale                                        |                                                     |                                 |                                                   | |                                |
| 28 oktober 2009 20:30 Commerzbank-Arena Frankfurt | Eintracht Frankfurt                                 | 0-4                             | Bayern München                                    | Butt Lahm, Van Buyten (46' Demichelis), Braafheid, Badstuber Müller, Ottl, Van Bommel, Schweinsteiger (68' Gómez), Tymosjtsjoek Toni, Klose (59' Pranjić) |                                |
| 28 oktober 2009 20:30 Commerzbank-Arena Frankfurt |                                                     | 0-1 0-2 0-3 0-4                 | 14' Klose 19' Klose 29' Müller 52' Toni           | Butt Lahm, Van Buyten (46' Demichelis), Braafheid, Badstuber Müller, Ottl, Van Bommel, Schweinsteiger (68' Gómez), Tymosjtsjoek Toni, Klose (59' Pranjić) |                                |
| 1/4 finale                                        |                                                     |                                 |                                                   | |                                |
| 10 februari 2010 19:00 Allianz Arena München      | Bayern München                                      | 6-2                             | SpVgg Greuther Fürth (II)                         | Rensing Lahm, Demichelis, Lell (59' Contento), Badstuber Müller, Van Bommel, Tymosjtsjoek (59' Alaba), Ribéry (73' Altintop) Robben, Gómez                | 44' Robben                     |
| 10 februari 2010 19:00 Allianz Arena München      | 5' Müller 58' Robben 61' Ribéry 65' Lahm 82' Müller | 1-0 1-1 1-2 2-2 3-2 4-2 5-2 6-2 | 10' Nöthe 41' Allagui 89' Allagui (e.d.)          | Rensing Lahm, Demichelis, Lell (59' Contento), Badstuber Müller, Van Bommel, Tymosjtsjoek (59' Alaba), Ribéry (73' Altintop) Robben, Gómez                | 44' Robben                     |
| 1/2 finale                                        |                                                     |                                 |                                                   | |                                |
| 24 maart 2010 20:30 Veltins-Arena Gelsenkirchen   | FC Schalke 04                                       | 0-1 (n.v.)                      | Bayern München                                    | Butt Lahm, Van Buyten, Badstuber, Contento Robben (116' Tymosjtsjoek), Müller, Van Bommel, Schweinsteiger (120' Altintop) Olić (62' Ribéry), Klose        | 62' Schweinsteiger 113' Robben |
| 24 maart 2010 20:30 Veltins-Arena Gelsenkirchen   |                                                     | 0-1                             | 112' Robben                                       | Butt Lahm, Van Buyten, Badstuber, Contento Robben (116' Tymosjtsjoek), Müller, Van Bommel, Schweinsteiger (120' Altintop) Olić (62' Ribéry), Klose        | 62' Schweinsteiger 113' Robben |
| Finale                                            |                                                     |                                 |                                                   | |                                |
| 15 mei 2010 20:00 Olympiastadion Berlijn          | Werder Bremen                                       | 0-4                             | Bayern München                                    | Butt Lahm, Van Buyten, Demichelis, Badstuber Robben (86' Altintop), Van Bommel, Schweinsteiger, Ribéry Müller (77' Tymosjtsjoek), Olić (80' Klose)        | 11' Van Bommel 19' Olić        |
| 15 mei 2010 20:00 Olympiastadion Berlijn          |                                                     | 0-1 0-2 0-3 0-4                 | 36' Robben 52' Olić 63' Ribéry 83' Schweinsteiger | Butt Lahm, Van Buyten, Demichelis, Badstuber Robben (86' Altintop), Van Bommel, Schweinsteiger, Ribéry Müller (77' Tymosjtsjoek), Olić (80' Klose)        | 11' Van Bommel 19' Olić        |

### Statistieken
Topschutter
Thomas Müller (4)
Meeste speelminuten
Philipp Lahm (553)
Gele kaarten
Arjen Robben (2)

## Champions League
FC Bayern München plaatste zich als vicekampioen van Duitsland voor de groepsfase van de UEFA Champions League. De Duitsers onder leiding van trainer Louis van Gaal kenden een slechte start. Na een scoreloos gelijkspel tegen Juventus, op papier de grootste concurrent, en een logische zege tegen Maccabi Haifa verloor Bayern twee keer op rij van Girondins Bordeaux. Vooral de uitwedstrijd in Frankrijk was opmerkelijk: Bayern verloor met 0-2 en zag hoe zowel Daniel Van Buyten als Thomas Müller uitviel met een rode kaart. Bayern moest nu gaan winnen in Turijn, op het veld van Juventus. Bayern kwam na nog geen 20 minuten 1-0 achter, maar zette een sterke prestatie neer en won uiteindelijk overtuigend met 1-4. Juventus lag uit de Champions League en Bayern mocht naar de 1/8 finale.
De uitzege tegen Juventus wordt beschouwd als de ommekeer voor Bayern. Voordien waren er twijfels over Louis van Gaal, maar na onder meer de zege tegen de Italianen beschikte de Nederlander over meer krediet. Toen Bayern thuis won van ACF Fiorentina leek er geen vuiltje aan de lucht. Maar de terugwedstrijd verliep minder vlot. De Duitsers kwamen na net geen uur 2-0 achter. Aanvoerder Mark van Bommel zorgde voor de aansluitingstreffer, maar zag hoe niet veel later de 3-1 op het scorebord verscheen. Arjen Robben zorgde uiteindelijk met een afstandsschot, dat gedragen werd door de wind, voor het belangrijke tweede uitdoelpunt.

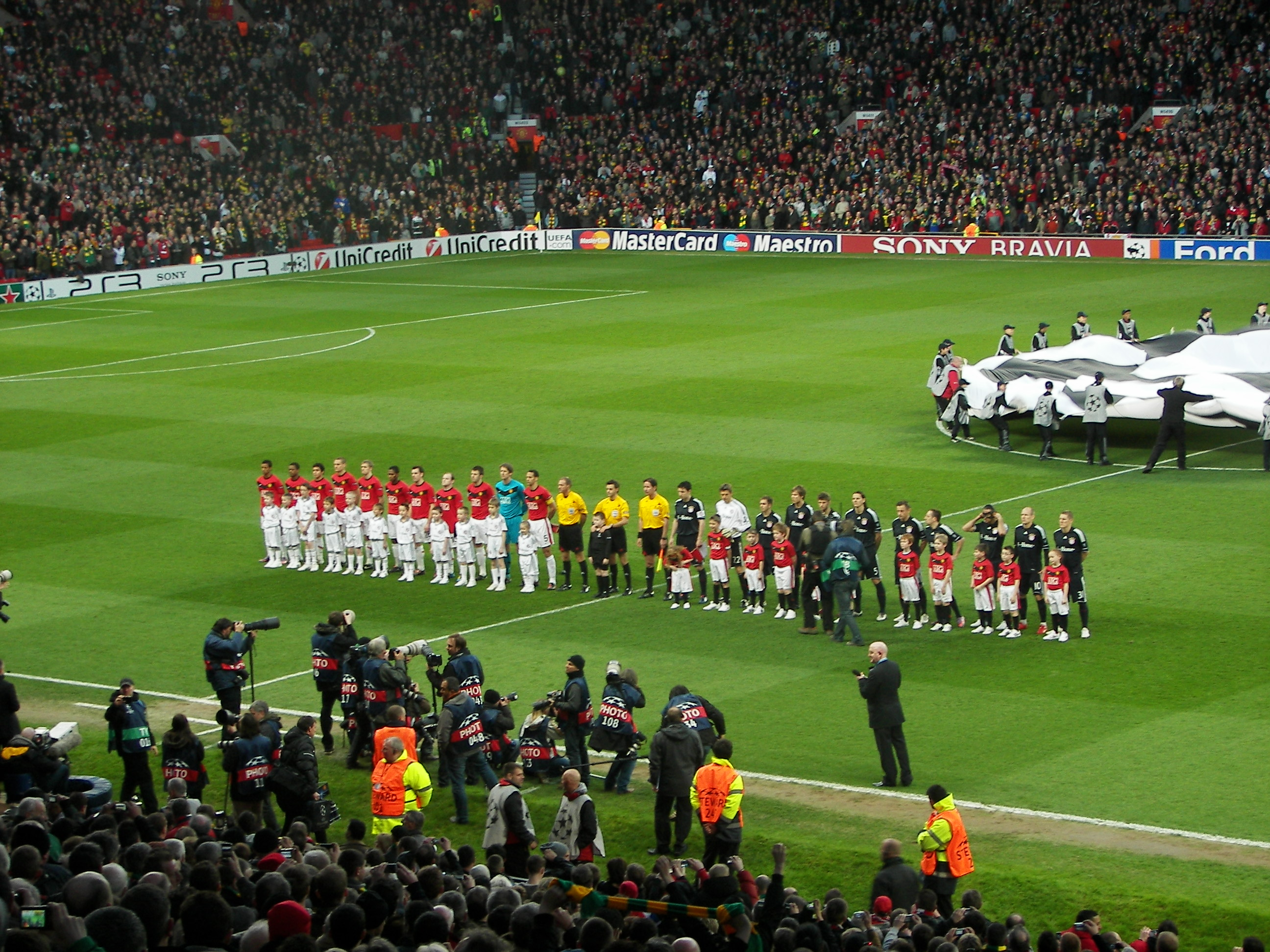
Bayern München voor aanvang van de wedstrijd tegen Manchester United.

In de kwartfinale stond Manchester United op het programma. De Engelsen maakten in de Allianz Arena meteen hun favorietenrol waar. Wayne Rooney zorgde na enkele minuten al voor de 0-1. Die voorsprong leek ook de uitslag te worden, maar Bayern kwam nog langszij. Franck Ribéry trapte een vrije schop via de muur in doel. In de laatste minuut zorgde Olić uiteindelijk nog voor de zege.
Tijdens de terugwedstrijd op Old Trafford leek een afslachting in de maak. Manchester overklaste Bayern op alle vlakken en kwam nog in de eerste helft 3-0 voor. Wedstrijd gespeeld, zo leek het. Maar Olić zette zich na de rust nog sterk door en prikte de 3-1 tegen de netten. In de tweede helft deelde Bayern een mokerslag uit. Eerst kreeg Rafael van Manchester United rood en niet veel later trapte Robben een bal in één tijd schitterend binnen. Bayern controleerde het verdere verloop van de partij en kwam niet meer in de problemen. Voor de tweede keer had Robben met een knappe goal voor het doorslaggevende uitdoelpunt gezorgd.
In de halve finale werd Olympique Lyon de opponent. De aanloop naar de confrontatie met de Franse club werd ontsierd door een seksschandaal dat in de Franse pers uitlekte. Ribéry werd in zijn geboorteland samen met enkele collega voetballers genoemd in een zaak omtrent prostitutie. Ribéry was het gespreksonderwerp, maar werd door de coach toch verrassend in het elftal geplaatst. Echter nog in de eerste helft pakte Ribéry al een rode kaart, na een stevige trap op de enkel van Lisandro López. Met een man minder leek het een moeilijke wedstrijd te worden, maar uiteindelijk verloor ook Lyon nog een speler met rood. Robben, alweer hij, zorgde met een afstandsschot voor de 1-0-eindstand.
Voor de terugwedstrijd kon Louis Van Gaal in eerste instantie niet rekenen op zijn centrale verdedigers. Maar zowel Van Buyten als Martín Demichelis raakte tijdig fit. Elk speelden ze één helft. Ivica Olić werd de uitblinker en zorgde met een hattrick voor de 0-3 zege.
In de finale moest Bayern München uitkomen tegen Internazionale. Van Gaal ontmoette dus zijn gewezen assistent. Want José Mourinho, trainer van Inter, was gedurende de jaren 90 bij FC Barcelona de assistent van de Nederlander geweest. Zowel Van Gaal als Mourinho kon de eerste coach worden die met twee verschillende clubs de Champions League had gewonnen. Mourinho had het toernooi in 2003/04 met FC Porto gewonnen, en Van Gaal in 1994/95 met Ajax.
Inter startte de wedstrijd met lichte druk vooruit, maar Bayern ving de Italianen goed op. Nadien trokken de Duitsers het spel naar zich toe, wat mooi werd weergegeven door het percentage balbezit. Toch was het Inter dat op voorsprong kwam. Diego Milito werd door Wesley Sneijder aangespeeld in het strafschopgebied en aarzelde niet. Hij trapte de bal over Hans-Jörg Butt binnen. Bayern ging op zoek naar de gelijkmaker, maar vond die niet. Inter sloot de defensie hermetisch af en ging rusten met een voorsprong.
Na de rust kwam Bayern sterk uit de kleedkamer. De Duitsers dreigden meteen, maar ook Inter pakte enkele keren gevaarlijk uit. Butt hield de 0-2 met een knappe redding van het scorebord. Maar die 0-2 kwam er uiteindelijk toch. Van Gaal bracht Miroslav Klose, maar het waren de Italianen die scoorden. Milito zette Daniel Van Buyten in de wind en werkte koelbloedig een counter af. Van Gaal bracht vervolgens Mario Gómez in de plaats van een onzichtbare Olić. Maar Inter, dat vaak met acht spelers achter de bal speelde, kwam nooit echt in moeilijkheden.

### Wedstrijden
| UEFA Champions League                              |                                      |                     |                                              | |                                                          |
| Wedstrijddetails                                   | Thuisploeg                           | Uitslag             | Uitploeg                                     | Opstelling | Kaarten                                                  |
| Groepsfase                                         |                                      |                     |                                              | |                                                          |
| 15 september 2009 20:45 Kiryat Eliezer Haifa       | Maccabi Haifa                        | 0-3                 | Bayern München                               | Butt Lahm, Van Buyten, Badstuber Ribéry (64' Gómez), Müller, Schweinsteiger, Tymosjtsjoek, Pranjić Robben (77' Ottl), Olić (86' Sosa)          | 48' Ribéry 84' Lahm                                      |
| 15 september 2009 20:45 Kiryat Eliezer Haifa       |                                      | 0-1 0-2 0-3         | 65' Van Buyten 85' Müller 86' Müller         | Butt Lahm, Van Buyten, Badstuber Ribéry (64' Gómez), Müller, Schweinsteiger, Tymosjtsjoek, Pranjić Robben (77' Ottl), Olić (86' Sosa)          | 48' Ribéry 84' Lahm                                      |
| 30 september 2009 20:45 Allianz Arena München      | Bayern München                       | 0-0                 | Juventus                                     | Butt Lahm, Van Buyten, Braafheid, Badstuber Müller, Ottl, Schweinsteiger, Ribéry Robben (44' Olić), Klose (74' Gómez)                          |                                                          |
| 30 september 2009 20:45 Allianz Arena München      |                                      |                     |                                              | Butt Lahm, Van Buyten, Braafheid, Badstuber Müller, Ottl, Schweinsteiger, Ribéry Robben (44' Olić), Klose (74' Gómez)                          |                                                          |
| 21 oktober 2009 20:45 Stade Chaban-Delmas Bordeaux | Girondins Bordeaux                   | 2-1                 | Bayern München                               | Butt Lahm, Van Buyten, Badstuber Altintop, Müller, Van Bommel (78' Ottl), Tymosjtsjoek, Schweinsteiger Toni (78' Gómez), Klose (74' Pranjić)   | 17' Badstuber 30' Müller 63' Tymosjtsjoek 87' Van Buyten |
| 21 oktober 2009 20:45 Stade Chaban-Delmas Bordeaux | 6' Ciani (e.d.) 29' Ciani 41' Planus | 0-1 1-1 2-1         |                                              | Butt Lahm, Van Buyten, Badstuber Altintop, Müller, Van Bommel (78' Ottl), Tymosjtsjoek, Schweinsteiger Toni (78' Gómez), Klose (74' Pranjić)   | 17' Badstuber 30' Müller 63' Tymosjtsjoek 87' Van Buyten |
| 3 november 2009 20:45 Allianz Arena München        | Bayern München                       | 0-2                 | Girondins Bordeaux                           | Butt Lahm, Demichelis, Braafheid (59' Gómez), Badstuber Tymosjtsjoek, Van Bommel, Schweinsteiger, Pranjić Toni, Klose (46' Robben)             | 45' Pranjić 75' Schweinsteiger                           |
| 3 november 2009 20:45 Allianz Arena München        |                                      | 0-1 0-2             | 37' Gourcuff 90' Chamakh                     | Butt Lahm, Demichelis, Braafheid (59' Gómez), Badstuber Tymosjtsjoek, Van Bommel, Schweinsteiger, Pranjić Toni, Klose (46' Robben)             | 45' Pranjić 75' Schweinsteiger                           |
| 25 november 2009 20:45 Allianz Arena München       | Bayern München                       | 1-0                 | Maccabi Haifa                                | Butt Lahm, Van Buyten, Demichelis, Badstuber Müller, Van Bommel, Schweinsteiger, Pranjić (70' Ottl) Gómez, Olić (81' Tymosjtsjoek)             |                                                          |
| 25 november 2009 20:45 Allianz Arena München       | 62' Olić                             | 1-0                 |                                              | Butt Lahm, Van Buyten, Demichelis, Badstuber Müller, Van Bommel, Schweinsteiger, Pranjić (70' Ottl) Gómez, Olić (81' Tymosjtsjoek)             |                                                          |
| 8 december 2009 20:45 Stadio Grande Torino Turijn  | Juventus                             | 1-4                 | Bayern München                               | Butt Lahm, Van Buyten, Demichelis, Badstuber Müller, Van Bommel, Schweinsteiger, Pranjić (73' Robben) Gómez, Olić (79' Tymosjtsjoek)           | 7' Pranjić 58' Schweinsteiger 71' Demichelis             |
| 8 december 2009 20:45 Stadio Grande Torino Turijn  | 19' Trézéguet                        | 1-0 1-1 1-2 1-3 1-4 | 30' Butt 52' Olić 83' Gómez 90' Tymosjtsjoek | Butt Lahm, Van Buyten, Demichelis, Badstuber Müller, Van Bommel, Schweinsteiger, Pranjić (73' Robben) Gómez, Olić (79' Tymosjtsjoek)           | 7' Pranjić 58' Schweinsteiger 71' Demichelis             |
| 1/8 finale                                         |                                      |                     |                                              | |                                                          |
| 17 februari 2010 20:45 Allianz Arena München       | Bayern München                       | 2-1                 | ACF Fiorentina                               | Butt Lahm, Van Buyten (46' Contento), Demichelis, Badstuber Müller (66' Olić), Van Bommel, Schweinsteiger, Ribéry Robben, Gómez (66' Klose)    | 28' Van Bommel 78' Klose                                 |
| 17 februari 2010 20:45 Allianz Arena München       | 45+1' Robben 89' Klose               | 1-0 1-1 2-1         | 50' Kröldrup                                 | Butt Lahm, Van Buyten (46' Contento), Demichelis, Badstuber Müller (66' Olić), Van Bommel, Schweinsteiger, Ribéry Robben, Gómez (66' Klose)    | 28' Van Bommel 78' Klose                                 |
| 9 maart 2010 20:45 Stadio Artemio Franchi Florence | ACF Fiorentina                       | 3-2                 | Bayern München                               | Butt Lahm, Van Buyten, Badstuber Müller, Van Bommel, Alaba, Schweinsteiger, Ribéry (90' Pranjić) Robben, Gómez (30' Klose)                     | 22' Schweinsteiger 85' Van Bommel                        |
| 9 maart 2010 20:45 Stadio Artemio Franchi Florence | 28' Vargas 54' Jovetic 64' Jovetic   | 1-0 2-0             | 60' Van Bommel 65' Robben                    | Butt Lahm, Van Buyten, Badstuber Müller, Van Bommel, Alaba, Schweinsteiger, Ribéry (90' Pranjić) Robben, Gómez (30' Klose)                     | 22' Schweinsteiger 85' Van Bommel                        |
| 1/4 finale                                         |                                      |                     |                                              | |                                                          |
| 30 maart 2010 20:45 Allianz Arena München          | Bayern München                       | 2-1                 | Manchester United                            | Butt Lahm, Van Buyten, Demichelis, Badstuber Ribéry, Altintop (86' Klose), Van Bommel, Pranjić (89' Tymosjtsjoek) Müller (73' Gómez), Olić     | 57' Badstuber 90' Olić                                   |
| 30 maart 2010 20:45 Allianz Arena München          | 76' Ribéry 90' Olić                  | 0-1 1-1 2-1         | 2' Rooney                                    | Butt Lahm, Van Buyten, Demichelis, Badstuber Ribéry, Altintop (86' Klose), Van Bommel, Pranjić (89' Tymosjtsjoek) Müller (73' Gómez), Olić     | 57' Badstuber 90' Olić                                   |
| 7 april 2010 20:45 Old Trafford Manchester         | Manchester United                    | 3-2                 | Bayern München                               | Butt Lahm, Van Buyten, Demichelis, Badstuber Robben (76' Altintop), Van Bommel, Schweinsteiger, Ribéry Müller (46' Gómez), Olić (84' Pranjić)  | 27' Van Bommel 54' Badstuber                             |
| 7 april 2010 20:45 Old Trafford Manchester         | 3' Gibson 7' Nani 41' Nani           | 1-0 2-0 3-0 3-1 3-2 | 43' Olić 74' Robben                          | Butt Lahm, Van Buyten, Demichelis, Badstuber Robben (76' Altintop), Van Bommel, Schweinsteiger, Ribéry Müller (46' Gómez), Olić (84' Pranjić)  | 27' Van Bommel 54' Badstuber                             |
| 1/2 finale                                         |                                      |                     |                                              | |                                                          |
| 21 april 2010 20:45 Allianz Arena München          | Bayern München                       | 1-0                 | Olympique Lyon                               | Butt Lahm, Van Buyten, Demichelis, Contento Robben (85' Altintop), Schweinsteiger, Pranjić (63' Gómez), Ribéry Müller, Olić (46' Tymosjtsjoek) | 27' Pranjić 37' Ribéry                                   |
| 21 april 2010 20:45 Allianz Arena München          | 69' Robben                           | 1-0                 |                                              | Butt Lahm, Van Buyten, Demichelis, Contento Robben (85' Altintop), Schweinsteiger, Pranjić (63' Gómez), Ribéry Müller, Olić (46' Tymosjtsjoek) | 27' Pranjić 37' Ribéry                                   |
| 27 april 2010 20:45 Stade de Gerland Lyon          | Olympique Lyon                       | 0-3                 | Bayern München                               | Butt Lahm, Van Buyten (46' Demichelis), Badstuber, Contento Robben (76' Klose), Altintop, Van Bommel, Schweinsteiger (78' Alaba) Müller, Olić  | 24' Altintop                                             |
| 27 april 2010 20:45 Stade de Gerland Lyon          |                                      | 0-1 0-2 0-3         | 25' Olić 67' Olić 78' Olić                   | Butt Lahm, Van Buyten (46' Demichelis), Badstuber, Contento Robben (76' Klose), Altintop, Van Bommel, Schweinsteiger (78' Alaba) Müller, Olić  | 24' Altintop                                             |
| Finale                                             |                                      |                     |                                              | |                                                          |
| 22 mei 2010 20:45 Santiago Bernabéu Madrid         | Bayern München                       | 0-2                 | Internazionale                               | Butt Lahm, Van Buyten, Demichelis, Badstuber Robben, Van Bommel, Schweinsteiger, Altintop (62' Klose) Müller, Olić (73' Gomez)                 | 26' Demichelis 78' Van Bommel                            |
| 22 mei 2010 20:45 Santiago Bernabéu Madrid         |                                      | 0-1 0-2             | 34' Milito 70' Milito                        | Butt Lahm, Van Buyten, Demichelis, Badstuber Robben, Van Bommel, Schweinsteiger, Altintop (62' Klose) Müller, Olić (73' Gomez)                 | 26' Demichelis 78' Van Bommel                            |

### Groepsfase Champions League
| Groep A | Groep A            | Groep A | Groep A | Groep A | Groep A | Groep A | Groep A | Groep A | Groep A |
|         |                    | P       | W       | G       | V       | +       | -       | DS      | Ptn     |
| ------- | ------------------ | ------- | ------- | ------- | ------- | ------- | ------- | ------- | ------- |
| 1       | Girondins Bordeaux | 6       | 5       | 1       | 0       | 9       | 2       | +7      | 16      |
| 2       | Bayern München     | 6       | 3       | 1       | 2       | 9       | 5       | +4      | 10      |
| 3       | Juventus           | 6       | 2       | 2       | 2       | 4       | 7       | −3      | 8       |
| 4       | Maccabi Haifa      | 6       | 0       | 0       | 6       | 0       | 8       | −8      | 0       |

### Statistieken
Topschutter
Ivica Olić (7)
Meeste speelminuten
Philipp Lahm, Hans-Jörg Butt (1170)
Rode kaarten
Daniel Van Buyten, Thomas Müller, Franck Ribéry (1)
Gele kaarten
Mark van Bommel (4)

## Individuele prijzen
| Prijs                         | Winnaar        |
| ----------------------------- | -------------- |
| Duits voetballer van het jaar | Arjen Robben   |
| Duits trainer van het jaar    | Louis van Gaal |

## Afbeeldingen

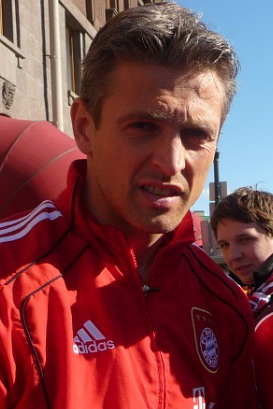
Hans-Jörg Butt (doelman)
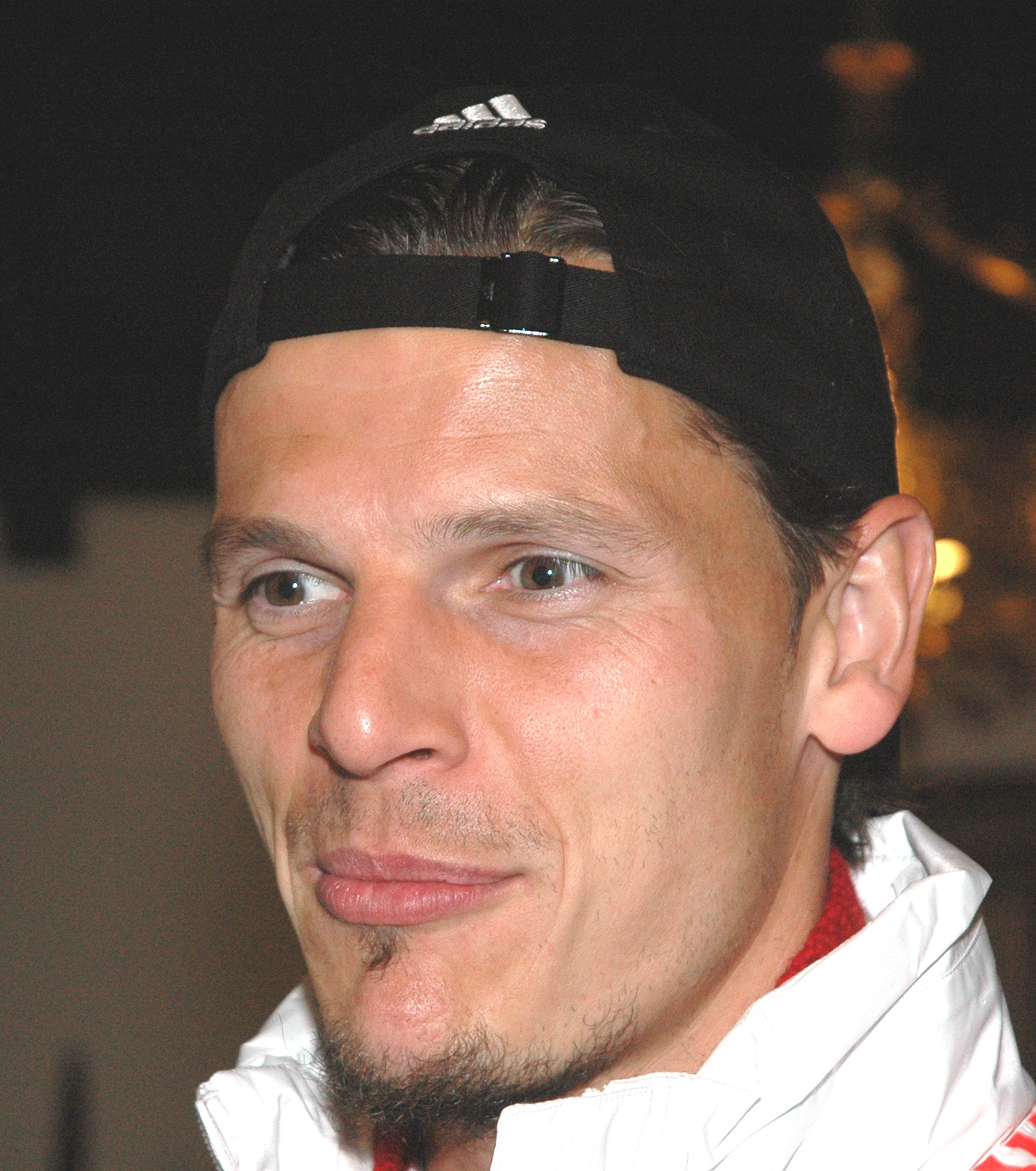
Daniel Van Buyten (verdediger)
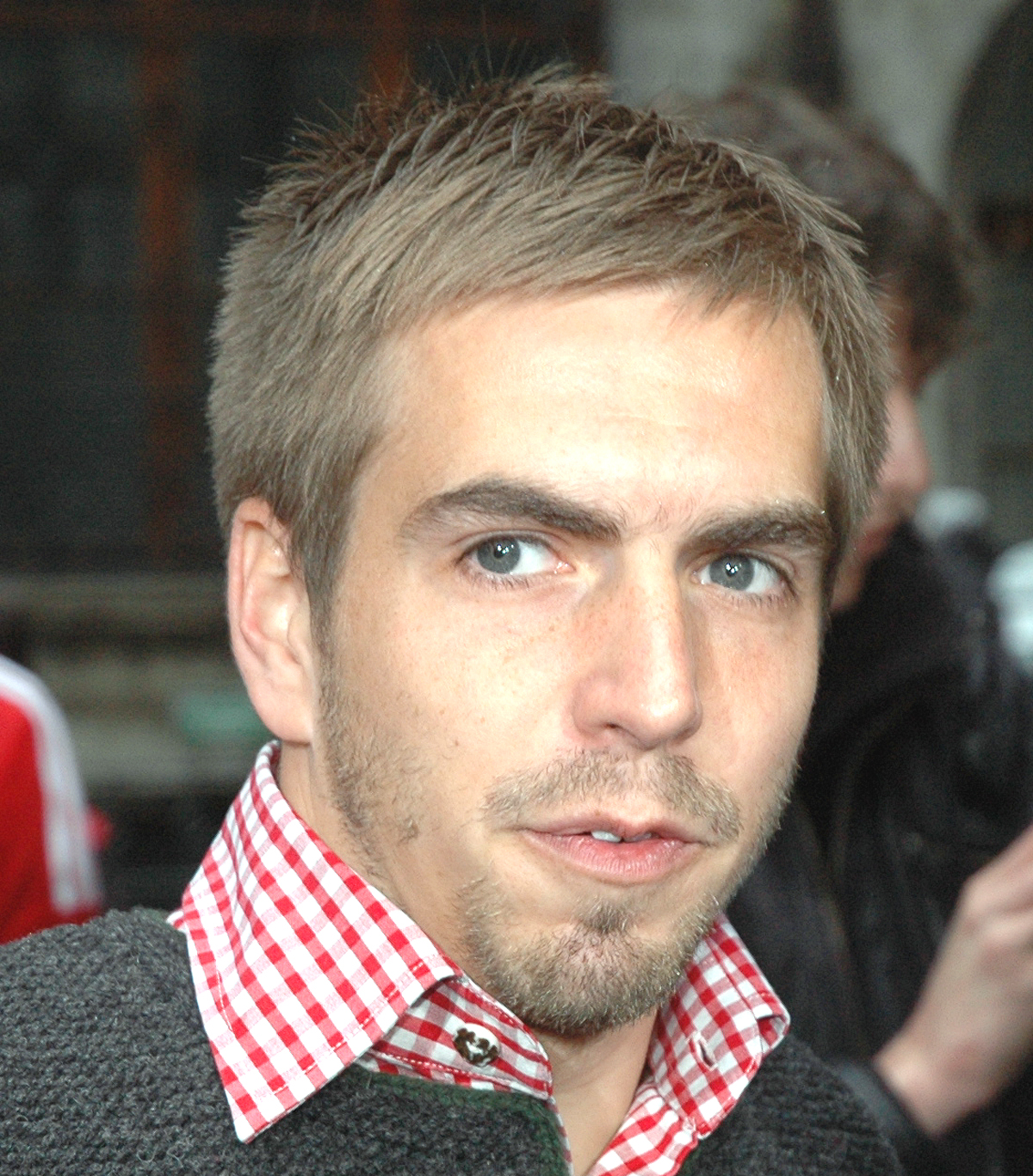
Philipp Lahm (verdediger)
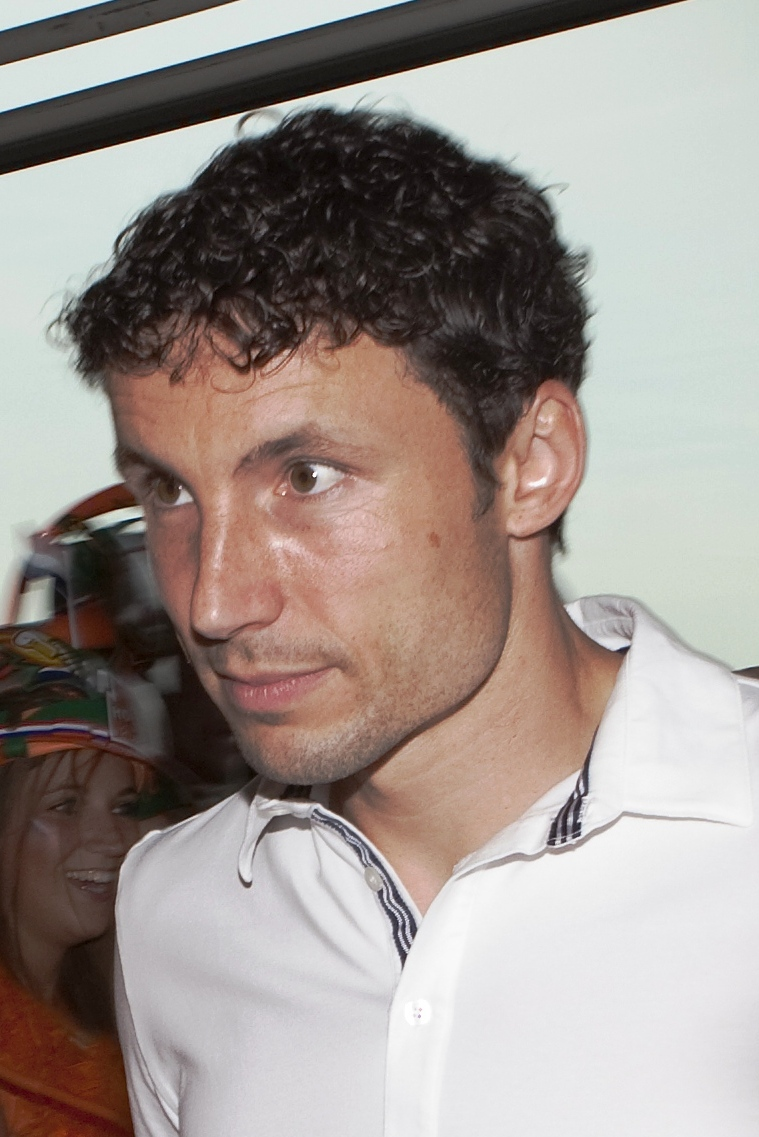
Mark van Bommel (middenvelder)
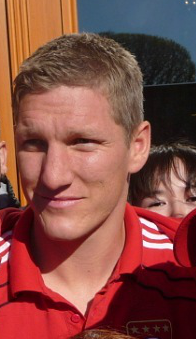
Bastian Schweinsteiger (middenvelder)
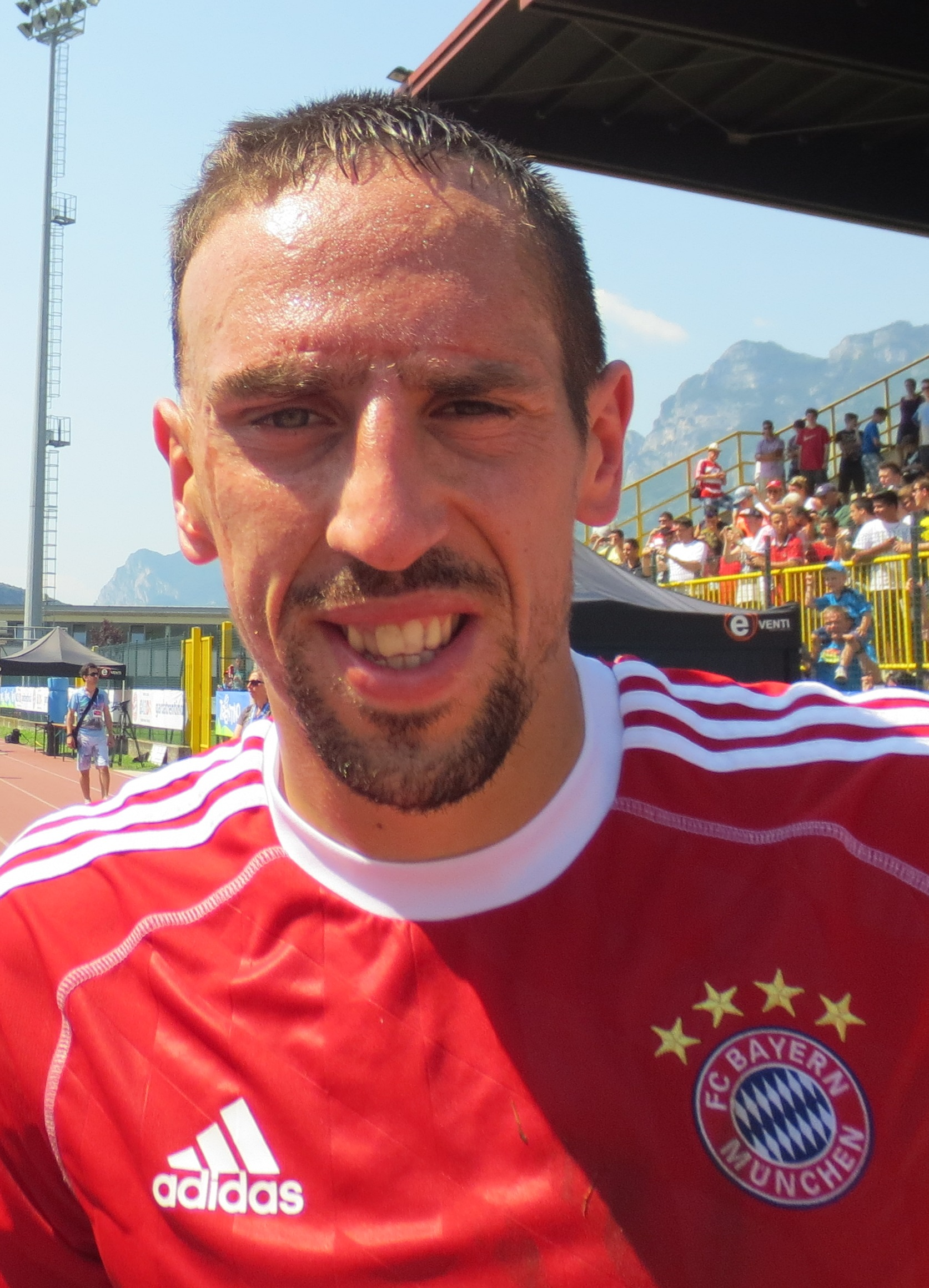
Franck Ribéry (aanvaller)
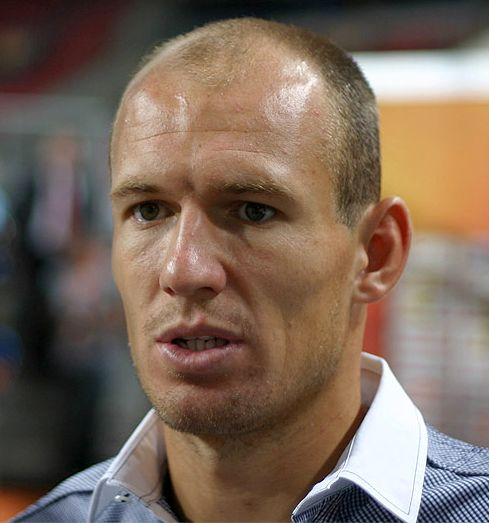
Arjen Robben (aanvaller)
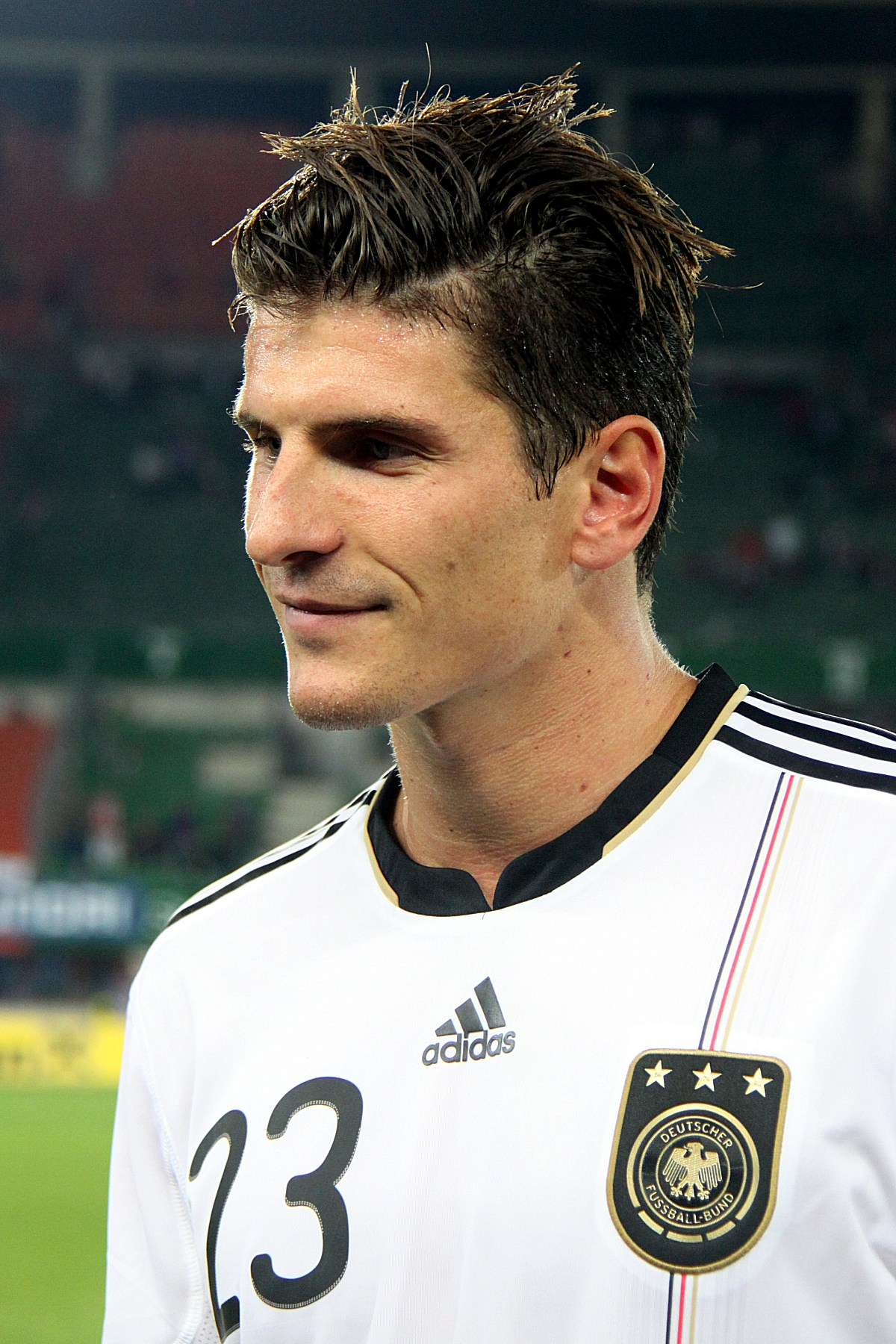
Mario Gómez (aanvaller)

1975/76 · 1976/77 · 1977/78 · 1978/79 · 1979/80 · 1980/81 · 1981/82 · 1982/83 · 1983/84 · 1984/85 · 1985/86 · 1986/87 · 1987/88 · 1988/89 · 1989/90 · 1990/91 · 1991/92 · 1992/93 · 1993/94 · 1994/95 · 1995/96 · 1996/97 · 1997/98 · 1998/99 · 1999/00 · 2000/01 · 2001/02 · 2002/03 · 2003/04 · 2004/05 · 2005/06 · 2006/07 · 2007/08 · 2008/09 · 2009/10 · 2010/11 · 2011/12 · 2012/13 · 2013/14 · 2014/15 · 2015/16 · 2016/17 · 2017/18 · 2018/19 · 2019/20 · 2020/21 · 2021/22 · 2022/23 · 2023/24 · 2024/25